# Fear Street, partie 3 : 1666
Série Fear Street
Partie 2 : 1978
(2021) Prom Queen
(2025)
Pour plus de détails, voir Fiche technique et Distribution.
Fear Street, partie 3 : 1666 (Fear Street Part Three: 1666), intitulé à l’écran Fear Street 1666 dans sa première moitié puis Fear Street 1994 - Partie 2 (Fear Street 1994 - Part 2) dans sa seconde, est un film américain réalisé par Leigh Janiak et sorti en 2021 sur le service Netflix.
Basé sur la série littéraire Fear Street de l'écrivain américain R. L. Stine, il s'agit également du troisième volet de la série de films du même titre, ainsi que du dernier film de la trilogie originale.
Il sert de conclusion à l'aventure de Deena Johnson qui se retrouve transportée en 1666 dans le corps de Sarah Fier alors que la ville n'était encore qu'une colonie sur le point de démarrer une chasse aux sorcières. Elle y découvrira les origines de la malédiction de Shadyside afin de trouver un moyen de l'arrêter.

## Synopsis
Peu de temps avoir déposé la main de Sarah Fier dans la forêt, Deena se retrouve transportée dans son corps en 1666.
Sarah Fier, jeune femme vivant dans une communauté installée depuis quelques années sur les terres de Shadyside, se rend chez Solomon Goode, homme avec qui son père aimerait qu'elle se marie. Elle vient lui livrer un des porcelets que sa truie venait de mettre bas. En s'y rendant, elle croise plusieurs de ses amis et tous se mettent d'accord concernant une fête organisée le soir même.
Alors qu'elle se rendent à la fête, Sarah, Hannah Miller (Sam) et Lizzie (Kate) se dirigent vers l'habitation de Veuve Mary, femme qui vendraient des baies noires permettant "d'ouvrir les yeux sur le monde". Lizzie explique également que cette femme aurait épousé le diable et boirait du sang de vierge pour rester jeune. La maison étant inoccupée, les filles décident de chercher les baies. En cherchant, Sarah aperçoit un livre sur lequel figure une formule étrange. Veuve Mary apparaît alors et la met en garde sur les dangers de telles pratiques. Les filles s'enfuient avec les baies en mains.
Arrivées sur les lieux de la fête en pleine forêt, les trois filles et d'autres jeunes mangent alors les baies et rentrent dans une sorte de trance. Tout à coup, un homme de la communauté, Caleb, agrippe Hannah et essaie de l'embrasser. Ce à quoi Sarah le repousse et le gifle. Les deux filles s'écartent de la fête et s'embrassent. Elles entendent alors un bruit et quittent les lieux pour rentrer au village.
Le lendemain, Hanna retrouve Sarah chez elle et lui explique que son père souffre de maux inconnus. Elles se rendent donc chez Hanna pour découvrir un homme assis, l'air hagard et prononçant des mots incompréhensibles. La mère d'Hannah rentre brusquement et s'interpose entre sa fille et Sarah. Elle s'exclame alors que Thomas (Tommy Slater) les aurait vues hier et que la rumeur a commencé à s'étendre à tout le village. En rentrant chez elle, le frère de Sarah, Henry (Josh), lui montre que la truie qui avait mis bas quelques jours auparavant venait de dévorer ses petits. Sarah abat l'animal mais se rend rapidement compte en se rendant au village que toute la nourriture est pourrie et avariée. Au puits, plusieurs hommes essaient de remonter le seau qui est resté bloqué. En le remontant, Sarah aperçoit que la corde retient à son bout son chien, Joyeux Drille, mort noyé. Thomas explique alors que le mal est entré dans le village.
Peu de temps après, le pasteur Miller, père d'Hannah, enferme tous les enfants du village dans la salle commune. Solomon arrive à rentrer et aperçoit le pasteur réciter une prière et les enfants, assis, têtes baissées. Le reste du village, inquiet, arrive à rentrer par la porte principale, seulement pour y découvrir ses enfants, les yeux arrachés et morts. Afin d'éviter tout heurt, Solomon finit par tuer le pasteur. La population se réunit dans une salle afin de trouver un coupable. Caleb explique que leurs malheurs sont dus à Sarah et Hanna, qui se sont offertes au diable. S'ensuit une chasse aux sorcières où Hanna est capturée. Sarah se rend chez Veuve Mary pour passer un pacte avec le diable, pensant que cela pourrait s'avérer leur seul salut. Elle y découvre la veuve égorgée à terre et court chez Solomon afin de le prévenir et lui expliquer qu'Hannah et elles ne sont coupables d'aucun crime. Plusieurs des hommes qui étaient à la recherche de Sarah arrivent et fouillent la maison de Solomon.
En se cachant, Sarah découvre un passage menant à un grotte souterraine. Elle y aperçoit le signe du diable, un pentacle inversé gravé dans la roche, ainsi que le livre qu'elle avait trouvé chez la Veuve Mary. Solomon apparaît et Sarah comprend alors que ce dernier est à l'origine de tous les malheurs de la communauté en ayant invoqué Satan ainsi que divers démons. Sarah parvient à poignarder Solomon et tente de s'enfuir. Solomon la retrouve et lui tranche la main. Elle s'enfuit de nouveau et parvient à rejoindre le village. Solomon arrive derrière elle en s'exclamant avoir trouvé la sorcière. Le lendemain, à l'aube, Sarah avoue, devant toute la communauté, avoir pactisé avec le diable et envoûté Hannah, qui, grâce à ces mots, se retrouve épargnée. Sarah est pendue, laissant ses amis en pleurs.
Nous nous retrouvons par la suite, avec Deena en 1994. Encore sous le choc, cette dernière accourt vers son frère, toujours sur le bord de la route. Ils repartent en voiture, et elle lui raconte qu'elle a vu le passé et lui explique que la famille Goode est liée au diable depuis des générations. Chaque premier né de chaque génération pactise avec le diable. En inscrivant le noms de certaines personnes dans la roche, le diable prend alors possession de leur corps et commet d'atroces crimes. Ils retrouvent Christine "Ziggie" Berman et lui racontent la vérité. Ils comprennent alors que le seul moyen de mettre un terme à tout cela est de tuer le shérif Goode.
Ils partent au centre commercial et mettent en place tout un stratagème pour piéger les différents tueurs de Shadyside. Une fois les tueurs capturés et Nick arrivé au centre commercial, ils aspergent le shérif de sang et libèrent les tueurs, qui se précipitent vers lui. Malheureusement il parvient à fuir et Deena, se coupant la main pour attirer les tueurs et ainsi épargner la vie de Ziggie, s'enfuit également. En fuyant, Deena retrouve le passage que Sarah avait emprunté des siècles auparavant qui menait à la grotte. Nick retrouve Deena et s'ensuit une bagarre entre les deux protagonistes où Sarah parvient finalement à avoir le dessus et à tuer Nick, mettant fin au pacte. Sam se réveille par la suite, désensorcelée. Peu de temps après, la vie reprend doucement son cours à Shadyside. Josh rencontre finalement de visu sa "reinedombreetdelumiere" et Deena et Sam rendent un dernier hommage à Sarah Fier.

## Fiche technique
Sauf indication contraire, les informations mentionnées dans cette section peuvent être confirmées par la base de données cinématographiques IMDb,  présente dans la section « Liens externes ».
- Titre original : Fear Street Part Three: 1666
  - Titre original à l'écran : Fear Street 1666 / Fear Street 1994 - Part 2
- Titre français : Fear Street, partie 3 : 1666
  - Titre français à l'écran : Fear Street 1666 / Fear Street 1994 - Partie 2
- Réalisation : Leigh Janiak
- Scénario : Phil Graziadei, Leigh Janiak et Kate Trefry, d'après Fear Street de R. L. Stine
- Direction artistique : Sean Brennan
- Décors : Scott Kuzio
- Costumes : Amanda Ford
- Photographie : Caleb Heymann
- Montage : Rachel Goodlett Katz
- Musique : Marco Beltrami et Anna Drubich
- Production : Peter Chernin, David Ready et Jenno Topping
  - Producteurs délégués : Kori Adelson, Yvonne Bernard, Timothy Bourne et Leigh Janiak
- Sociétés de production : Chernin Entertainment
- Société de distribution : Netflix
- Pays d'origine :  États-Unis
- Langue originale : Anglais
- Format : Couleur — 2.39:1 — son Dolby Digital
- Genre : horreur, fantastique
- Durée : 113 minutes
- Dates de sortie : 
  - États-Unis : 14 juillet 2021 (avant-première à Los Angeles en Californie)
  -  : 16 juillet 2021 sur Netflix
- Classification :
  - États-Unis : R – Restricted (Interdit aux moins de 17 ans)

## Distribution
- Kiana Madeira (VF : Emmylou Homs) : Deena Johnson / Sarah Fier
  - Elizabeth Scopel (VF : Charlotte Hervieux) : la vraie Sarah Fier
- Ashley Zukerman (VF : Alexandre Gillet): Nick Goode / Solomon Goode
  - Ted Sutherland (VF : Oscar Douieb) : Nick Goode jeune
- Gillian Jacobs (VF : Karine Foviau) : Christine « Ziggy » Berman
  - Sadie Sink (VF : Clara Quilichini) : Christine Berman jeune / Constance
- Olivia Welch (VF : Valérie Bescht) : Samantha « Sam » Fraser / Hannah Miller
- Benjamin Flores Jr. (VF : Jonathan Gimbord) : Josh Johnson / Henry
- Darrell Britt-Gibson (en) (VF : Jhos Lican) : Martin P. Franklin
- Fred Hechinger (VF : Julien Crampon) : Simon Kalivoda / Isaac
- Julia Rehwald (VF : Lisa Caruso) : Kate Schmidt / Lizzie
- Emily Rudd (VF : Alice Orsat) : Cindy Berman / Abigail
- McCabe Slye (VF : Gauthier Battoue) : Thomas « Tommy » Slater / Mad Thomas
  - Lloyd Pitts : Thomas Slater masqué
- Jordana Spiro : Mary Lane / la Veuve
- Jeremy Ford (VF : Aurélien Raynal) : Peter / Caleb
- Randy Havens : George Fier
- Matthew Zuk (VF : Nicolas Dangoise) : Will Goode / Elijah Goode
- Michael Chandler (VF : Antoine David-Calvet) : le pasteur Cyrus Miller
- Lacey Camp (VF : Marjorie Frantz) : Mme Fraser / Grace Miller
- Charlene Amoia (en) : Rachel Thompson / Beth Kimball
- Mark Ashworth (en) (VF : Guillaume Bourboulon) : Jakob Berman
- Jordyn DiNatale : Ruby Lane
- Emily Brobst : Billy Barker
- Ryan Simpkins : Alice (caméo)

## Production

### Développement
En octobre 2015, il est dévoilé que 20th Century Fox développe une adaptation cinématographique de la série littéraire Fear Street de l'écrivain américain R. L. Stine avec la société de production Chernin Entertainment. Il est par la suite dévoilé que le studio prépare en réalité une trilogie dont chaque films se déroulera à une époque différente avec pour projet de les sortir avec un mois d'écart. Leigh Janiak, qui a signé en 2017 pour réaliser le premier film, est annoncée à la réalisation de la trilogie.

### Tournage
Les trois films de la trilogie ont bénéficié d'un tournage simultané. Le tournage démarre en mars 2019 à Atlanta et East Point dans l'état de Géorgie. Il s'est terminé en septembre 2019.

### Musique
En mai 2021, il est dévoilé que Marco Beltrami composera la musique des trois films de la trilogie et qu'il sera accompagné d'un compositeur différent sur chacun d'entre eux : Sur 1666, il a co-composé la musique avec Anna Drubich et Marcus Trumpp.

## Accueil

### Sortie
Lors de l'annonce du projet, 20th Century Fox annonce que les trois films de la trilogie sortiront au cinéma avec un mois d'écart entre eux : 1666 était prévu pour une sortie au mois d'août 2020. En mars 2019, à la suite de l'acquisition de 21st Century Fox par Disney, la Walt Disney Company hérite du projet qu'elle distribuera via 20th Century Studios. En mars 2020, le studio retire temporairement le film de son planning en réponse à la fermeture des cinémas dans plusieurs pays à la suite de la pandémie de Covid-19.
Néanmoins, en avril 2020, le Disney et Chernin Entertainment mettent un terme à leurs contrat de distribution et la société signe un contrat d'exclusivité avec le service Netflix. En août 2020, dans le cadre de la fin du contrat, Disney revend les droits de la trilogie à Netflix. Le service annonce que les trois films seront mis en ligne sur trois semaines au mois de juillet 2021 : 1666 est alors programmé pour le 16 juillet 2021.

### Critique
Aux États-Unis, le film a reçu des critiques principalement positives. Sur le site agrégateur de critiques Rotten Tomatoes, il obtient un score de 94 % de critiques positives, avec une note moyenne de 7,40/10 sur la base de 51 critiques positives et 3 négatives. Le consensus critique établi par le site résume que le film « fait voyager la série dans le temps pour un dernier chapitre qui couronne le tout sur une note positive ».
Sur un autre site agrégateur de critiques, Metacritic, le film obtient un score positif de 68/100 sur la base de 15 critiques collectées.
En France, le film a reçu la même note comme le deuxième volet du film qui Allociné qui est de 3,4/5